# De Gouden Haspe et De Kleine Haspe

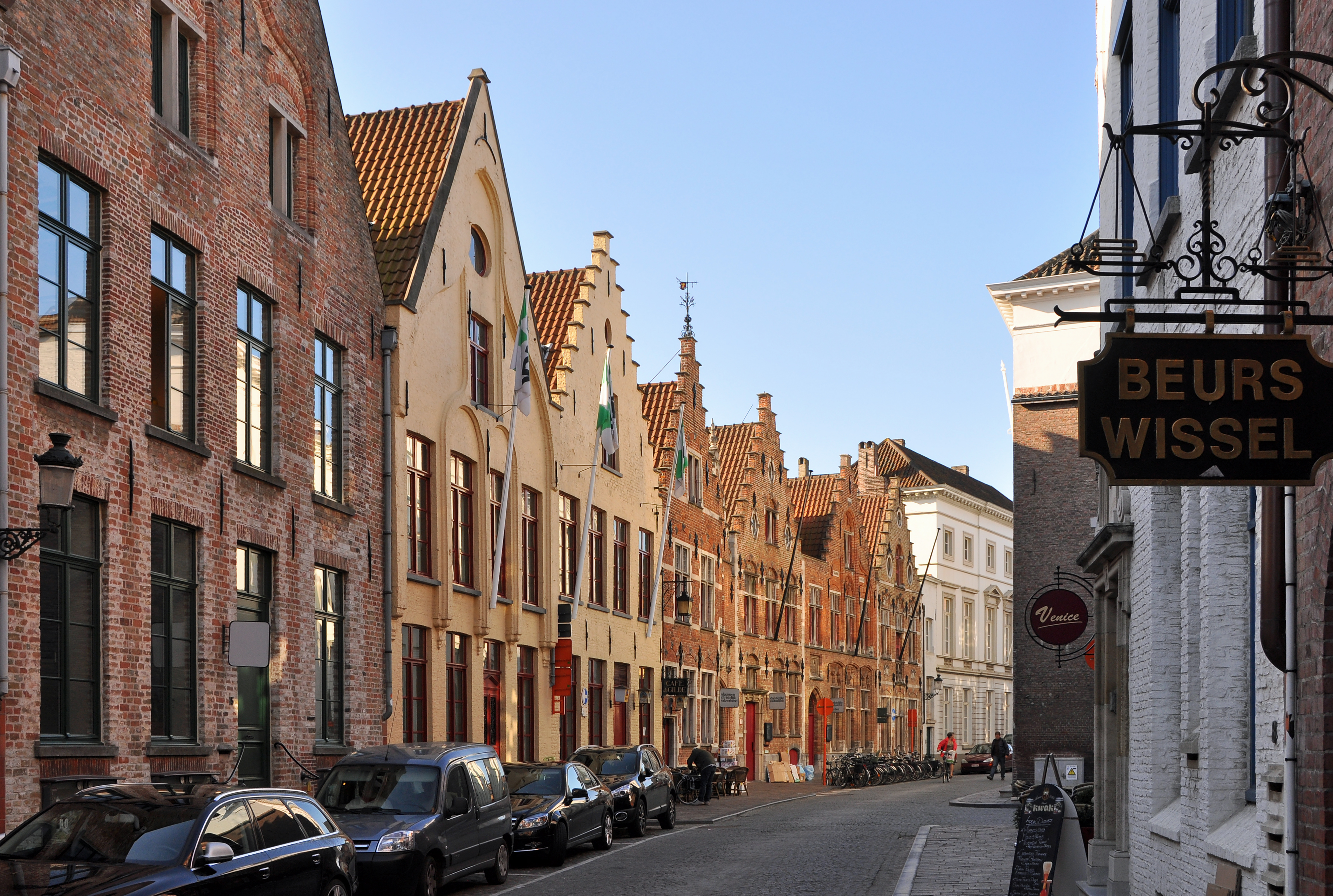
De Gouden Haspe en De Kleine Haspe, deuxième et troisième maison en partant de la gauche

De Gouden Haspe et De Kleine Haspe est un bâtiment classé à Bruges, en Belgique.

## Emplacement
Le bâtiment est situé du côté sud-est de la rue Oude Burg dans la vieille ville de Bruges, à Oude Burg 17. En face du complexe se trouve la Sint-Niklaasstraat. L'ensemble immobilier Oude Burg 17-19, également classé, jouxte au sud.

## Architecture et histoire
Le complexe immobilier se compose des deux maisons, De Gouden Haspe et De Kleine Haspe, qui sont disposées en pignon donnant sur la rue. Le noyau des maisons à deux étages remonte au XVIe siècle. Les façades côté rue sont conçues chacune selon quatre axes. Un œil-de-bœuf est disposé dans les deux pignons. La façade du bâtiment de gauche est caractérisée par des arcs profilés reposant sur des consoles. Le pignon de la maison de droite est un pignon à gradins. Les maisons sont couvertes de toits à deux versants recouverts de tuiles flamandes.
Le bâtiment est Classé au patrimoine architectural en septembre 2009. Les bureaux du syndicat belge Algemeen Christelijk Vakverbond sont situés dans les maisons (depuis  2020).

## Liens web
- Huizen De Gouden Haspe et De Kleine Haspe (néerlandais) sur Onroerend Ervgoed
- Stadswoningen De Gouden Haspe et De Kleine Haspe (néerlandais) sur Onroerend Ervgoed